# Pulhapanzak-vízesés
A Pulhapanzak-vízesés Honduras egyik kedvelt turisztikai célpontja. A Cortés megyében található vízesés magassága 43 méter.

## Elhelyezkedés, látogatás
A vízesés Honduras középső részétől kissé nyugatra, Cortés megye területén, a kis San Buenaventura falu mellett található a Lindo folyón, a Lago Yojoa nevű tótól 11 km-re északra. A falu a közeli Peña Blanca nevű nagyobb településről megközelíthető busszal is, az ide vezető út burkolata szilárd. A falutól mintegy 300 méternyi gyaloglás után érhető el a vízesés.
A magánterület, ahol a látványosság van, az év minden egyes napján reggel 7 órától este 6-ig van nyitva. Belépődíj fizetése után lehet bejutni. A területen autóparkoló, fürdők, szálláshelyek és vendéglő is található. A legtöbb turista hétvégén érkezik, a hétköznapok nyugalmasabbak.
A vízesés aljánál található barlangok is látogathatók, rendelkezésre áll 12 canopy-pálya, külön pénzért vízitúrázni is lehet, és egy közeli haciendán megtekinthető a sajtkészítés folyamata is.